# Олійник Віталій Миколайович
Віта́лій Микола́йович Олі́йник (14 вересня 1933, Добрянка — 4 січня 2017, Миколаїв) — український письменник і журналіст.
Член НСЖУ та НСПУ (з 2015).

## Життєпис
Народився в селі Добрянка Вільшанського району Кіровоградської області.
З відзнакою закінчив військове училище, проходив військову службу в частинах військ ППО СРСР.
Після звільнення в запас, переїхав до Львова. Працював у відділі постачання меблевого комбінату, а з 1967 року — на обласному телебаченні. У 1968 році заочно закінчив факультет журналістики Львівського державного університету.
Протягом 45-ти років працював у миколаївській обласній газеті «Южная правда».

## Нагороди і відзнаки
- Золота медаль української журналістики.
- Золоте перо.
- Почесний знак НСЖУ.
- Лауреат XI Загальнонаціонального конкурсу «Українська мова — мова єднання» в номінаціях «Мовне багатоголосся» і «Квітни, мово наша рідна» (2010).